# Danskfaget
Danskfaget er "faget dansk" som studiefag i grundskolen (folkeskolen), gymnasiet, seminariet og universitetet.
Danskfaget på lærerseminariet indeholder en række grundlæggende discipliner: Sprog, læsning, skrivning og analyse af litteratur og medier. Hertil kommer en række tekniske discipliner som didaktik og metode.
Dansk for udlænding kan også indeholde undervisning i udtale.

## Selvstudie
Inden for de seneste år er det blevet muligt at tage dansk på internettet. Den studerende kan sidde hjemme og læse. Det kræver tilmelding enten som SU-kursist eller som selvstuderende efter en studieplan og datoer for aflevering af opgaver. 
Et antal moduler giver indblik i de genrer, som er et krav fra Undervisningsministeriet. Når opgaven er afleveret elektronisk til en lærer, som retter opgaven, kan eleven få tjekket sin opgave. 
Når alle moduler er gennemgået så er eleven klar til at komme til eksamen.

## Udlandet
Der bliver undervist i dansk i udlandet. 
Island har danskfag på mange niveauer.
Siden 1999 har sproget dansk været prioriteret som andet fremmedsprog i Island. 
Undervisningen starter i 7. klasse og der er en statskontrolleret prøve i 10. klasse.
Det islandske gymnasium har også danskfag og cirka 2000 studerende tager en eksamen der.
Det undervisningsvidenskabelige Fakultet på Háskóli Íslands har en danskafdeling, hvor studerende kan tage en BA-grad i dansk.
Island er det eneste land med dansk som obligatorisk fremmedsprog og undervisningen støttes fra den danske stats side.
På universitetsniveau undervises der på Adam Mickiewicz Universitet i det danske sprogs historie.
Lunds Universitet har et grundkursus i dansk, som undervises af Robert Zola Christensen.
Der er udgivet engelsk-sprogede lærebøger i dansk grammatik, for eksempel Danish: A Comprehensive Grammar.